# ریزش پرنده
ریزش پرندگان یا فرود اجباری پرندگان (به انگلیسی: Bird fallout) یا ریزش مهاجرت (به انگلیسی: migration fallout) نتیجه هوای سخت است که از رسیدن پرندگان مهاجر به مقصد جلوگیری می‌کند. این ممکن است زمانی رخ دهد که پرندگان در حال سفر به جنوب یا بازگشت به مکان‌های زادآوری خود هستند. به دلیل مسافت پیموده‌شده، پرندگان در هنگام مواجهه با بادهای شدید انرژی کافی برای ادامه پرواز نخواهند داشت. این خستگی سبب استراحت بسیاری از پرندگان در یک منطقه می‌شود. این ممکن است برای پرندگان و محیط پیرامون آن بسیار استرس‌زا باشد. ریزش پرندگان چندان رایج نیست، زیرا ناشی از رویداد احتمالی بادهای شدید در آب و هوای نامساعد است. به دلیل وقوع نادر ریزش مهاجرتی و همچنین فراوانی پرندگانی که در یک مکان استراحت می‌کنند، این یک رویداد پس‌حادثه برای پرنده‌نگری است.

## پیامدها
به دلیل مواجهه پرندگان با آب و هوای سخت در طول پرواز مهاجرت خود می‌تواند پیامدهای قابل توجهی داشته باشد. دیر رسیدن به مقصد می‌تواند منجر تأخیر در زادآوری یا افزایش میزان مرگ‌ومیر شود. با توجه به تعداد زیاد پرندگانی که در حال استراحت هستند، کمبود سرپناه و غذا به نگرانی بزرگی برای بقا و تکثیر به مقصد زمستانی تبدیل می‌شود.

## حوادث قابل توجه
قابل توجه‌ترین حادثه در ۲۵ آوریل ۲۰۱۳ رخ داد که در آن ۲۹۴ گونه پرنده در نتیجه ریزش در جزیره‌های آیلند، تگزاس ناشی از باران و بادهای شدید ثبت شدند. از دیگر حوادث می‌توان به طوفان در دوره مهاجرت اشاره کرد.